# Вијетнам на Светском првенству у атлетици на отвореном 2011.
Вијетнам је учествовао на 13. Светском првенству у атлетици на отвореном 2011. одржаном у Тегу од 27. августа до 4. септембра. Репрезентацију Вијетнама представљала је 1 атлетичарка која се такмичила у трчању на 800 метара.,
На овом првенству такмичарка Вијетнама није освојила ниједну медаљу, нити је поставила неки рекорд.

## Учесници
Жене:
- Труонг Тан Ханг — 800 м

## Резултати

### Жене
| Атлетичарка     | Дисциплина | Лични рекорд | Група    | Група      | Полуфинале            | Полуфинале            | Финале                | Финале       | Детаљи |
| Атлетичарка     | Дисциплина | Лични рекорд | Резултат | Место      | Резултат              | Место                 | Резултат              | Место        | Детаљи |
| --------------- | ---------- | ------------ | -------- | ---------- | --------------------- | --------------------- | --------------------- | ------------ | ------ |
| Труонг Тан Ханг | 800м       | 2:00,91 НР   | 2:03,52  | 7. у гр. 4 | Није се квалификовала | Није се квалификовала | Није се квалификовала | 29 / 35 (36) |        |